# Nurislam Sanayev
Nurislam Sanayev (Нурислам Валентинович Санаев; Tuva, 9 de fevereiro de 1991) é um lutador de estilo-livre cazaque, medalhista olímpico.

## Carreira
Sanayev participou dos Jogos Olímpicos de Verão de 2020 em Tóquio, onde participou do confronto de peso galo, conquistando a medalha de bronze após derrotar o búlgaro Georgi Vangelov.